# Ставкирка в Урнесе
Ста́вкирка в У́рнесе — церковь на ферме Орнес (Ornes) на южной стороне фьорда Лустер в коммуне Лустер в Норвегии. Самая древняя из сохранившихся ставкирок. Возведена приблизительно в 1130 году. Ныне ведутся споры о том, сколько ещё более древних церквей было построено на её месте до этого времени – одна или две. С 1979 года включена в список памятников Всемирного наследия ЮНЕСКО.

## Урнесский стиль
Церковь известна резными панелями, сохранившимися с 1050 года, демонстрирующими «урнесский стиль» — позднейший расцвет разновидности широко распространённого в Скандинавии в то время «звериного стиля».
Характерными особенностями этого стиля являются асимметричность и волнообразность орнамента. Не сразу можно уловить основной сюжет — существо, похожее не то на льва, не то на собаку, опутанное змеями на оленьих ногах. Существует много теорий относительно сюжета, который автор хотел изобразить урнесской резьбой. Возможно, как и на некоторых рунических камнях, на панели показана одна из битв «сумерек богов» — Рагнарёк, противостояние хтонического змея Ёрмунганда перевоплощённому богу грома и молнии Тору. Другая интерпретация горельефа также толкует его исходя из скандинавской мифологии. Некоторые видят в нём оленя, грызущего корни Мирового Дерева Иггдрасиль. Вероятно, наиболее близкая к истине гипотеза находит узнаваемый христианский символ в битве льва (христианства) со змеем (язычеством).
Не исключено, что зародившийся в Норвегии «урнесский стиль» повлиял на средневековую европейскую культуру. Появившись в XI веке Скандинавии, он ненадолго распространяется в Англии (Йевингтонский собор в Эссексе, Саутвелл-минстер в Ноттингемшире и собор Нориджа в Восточной Англии). Существуют аналогии этому стилю и на Руси в XV веке, однако там он не приживается и вскоре отмирает.

## Литература

Изображения церкви
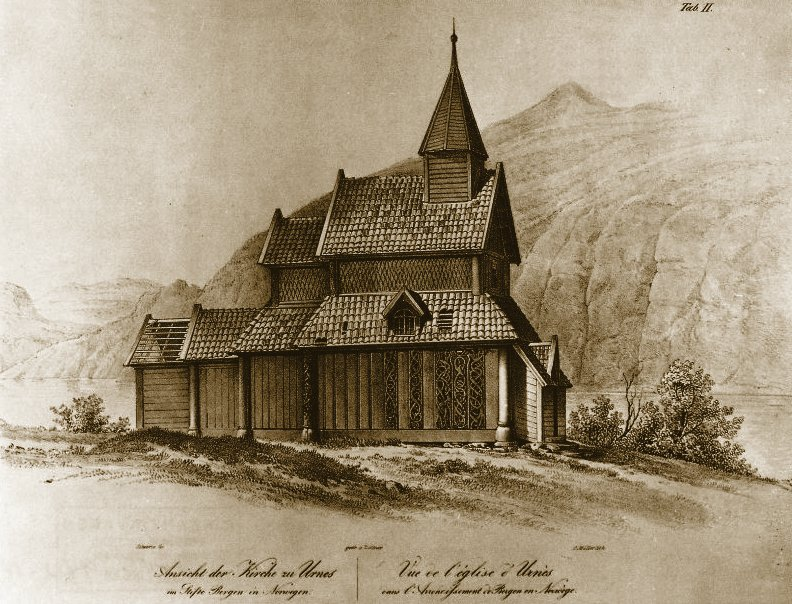
Изображение церкви в XIX веке
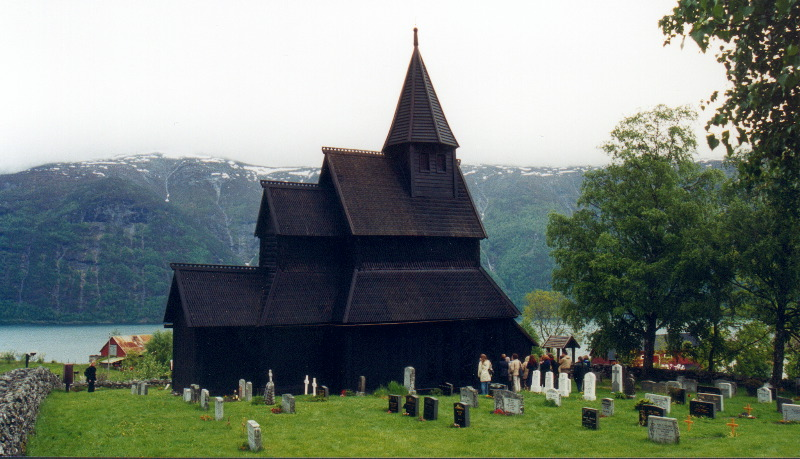
Современный вид
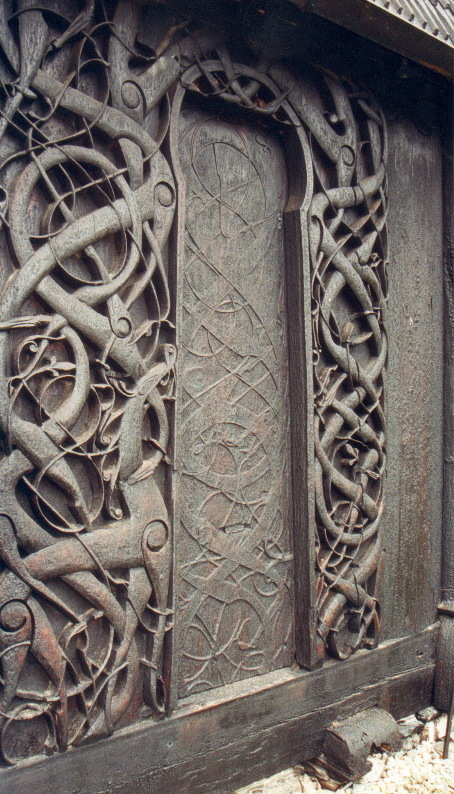
Знаменитый северный портал XI века
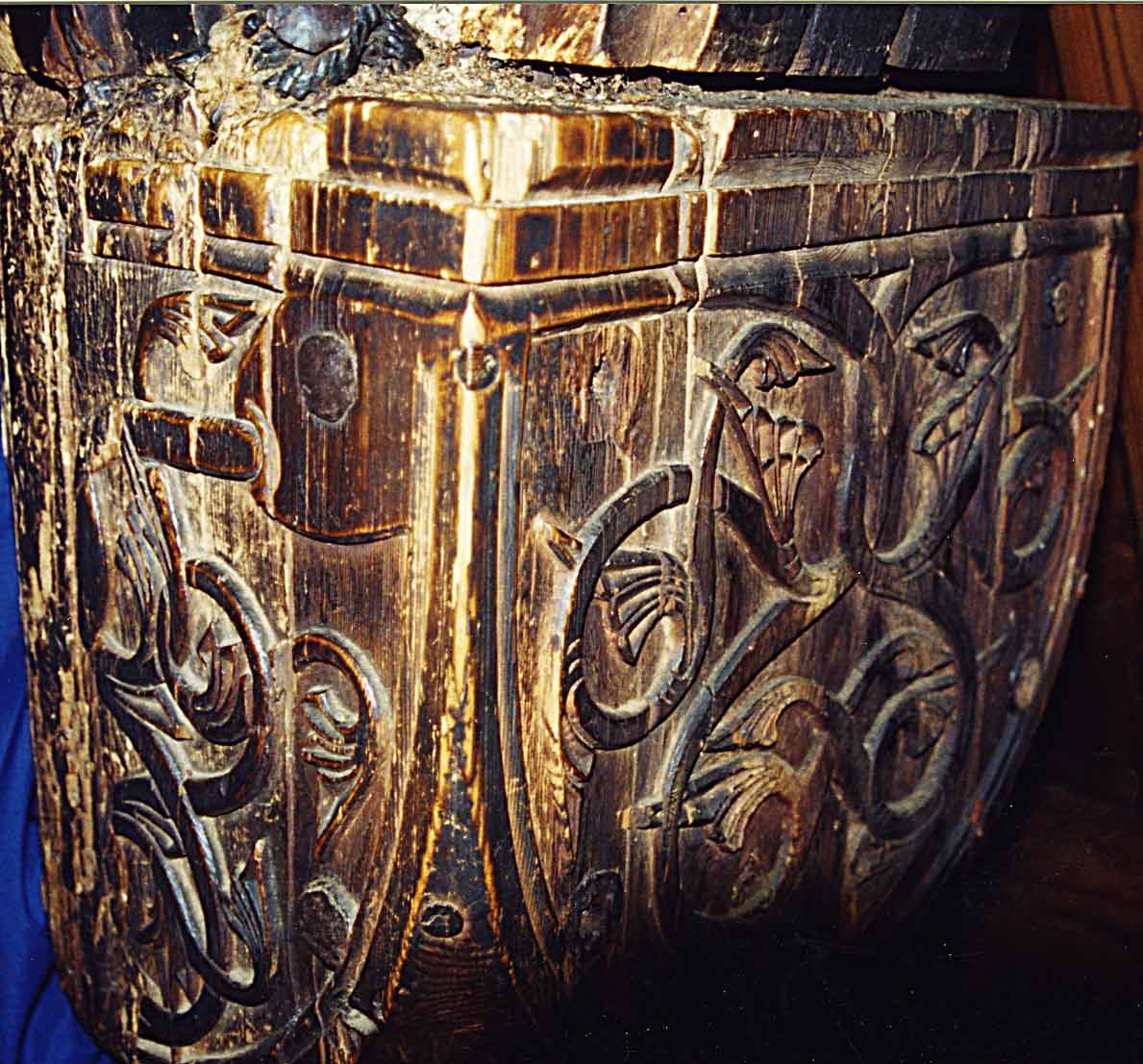
Деревянная резьба
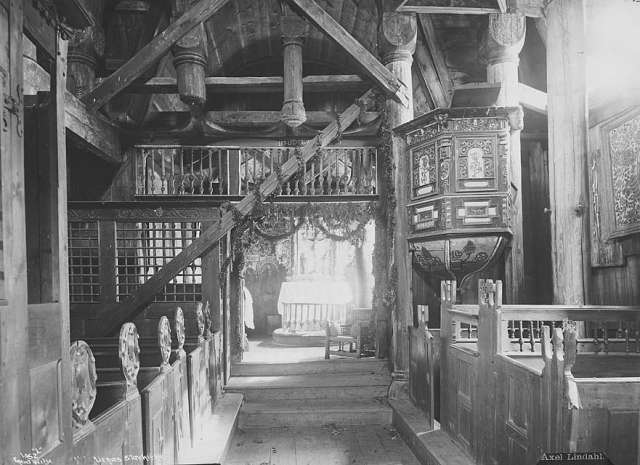
Интерьер храма в XIX веке